# Ricky Taylor
Ricky Scott Taylor (Surrey, 3 agosto 1989) è un pilota automobilistico statunitense di origini inglesi, ha vinto per due volte il Campionato IMSA WeatherTech SportsCar nel 2017 con la Cadillac DPi-V.R e nel 2018 con l'Acura ARX-05.

## Carriera

### Campionato IMSA
Nel 2014 Ricky Taylor esordisce nel nuovo Campionato United SportsCar, guida la Dallara Corvette DP del team Wayne Taylor Racing in coppia con suo fratello Jordan Taylor. Nei primi tre anni nella serie ottengono otto vittorie ed chiudono in classifica secondi nel 2014 e terzi nel 2016. Nel 2017 continua con il team WTR ma corre con la Cadillac DPi-V.R. Insieme a suo fratello Jordan vincono la 24 Ore di Daytona, la 12 Ore di Sebring ed altri tre eventi che portano il duo a laurearsi campioni nella serie.

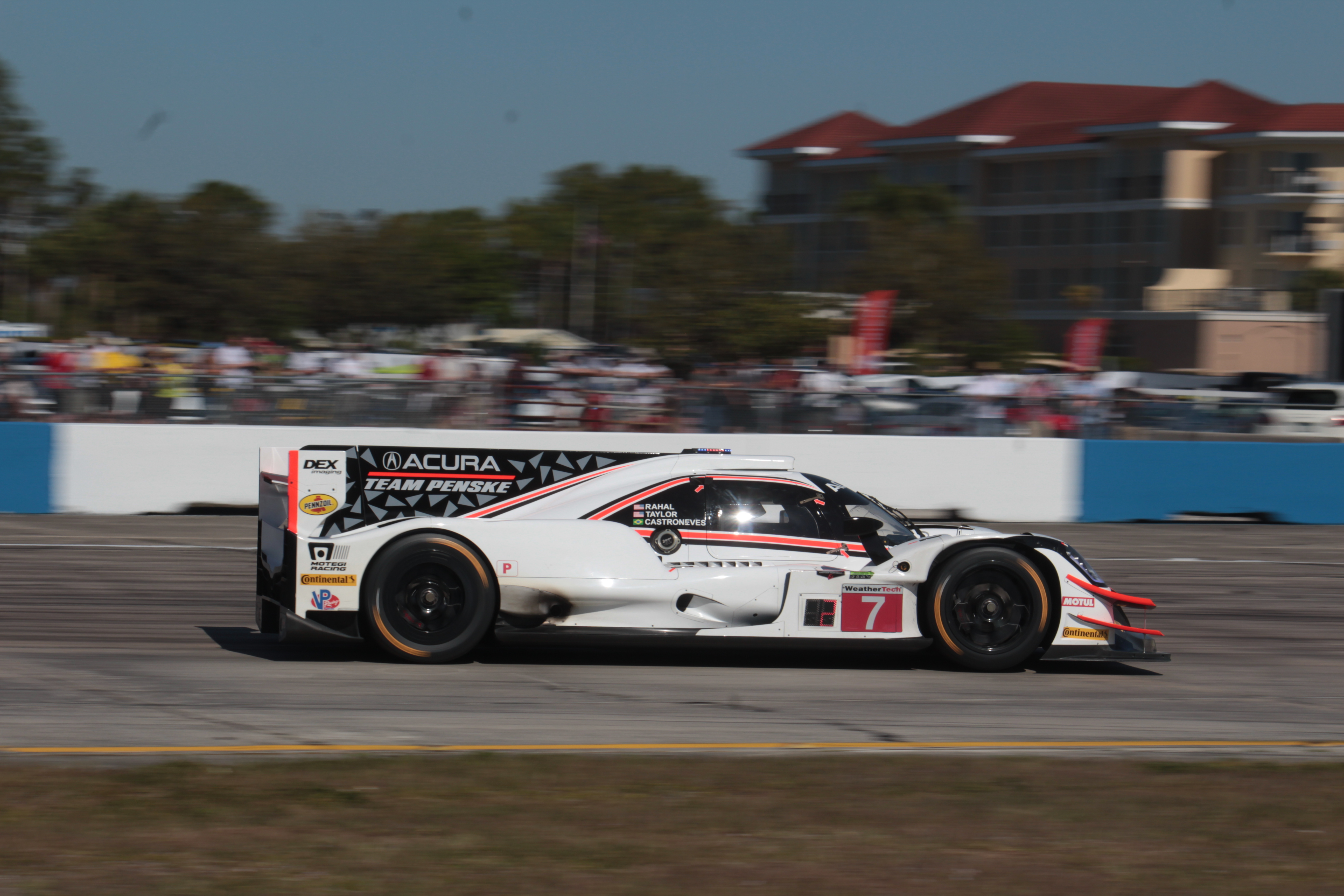
Ricky Taylor durante la 12 Ore di Sebring nel 2018

Nel 2018 passa al team Penske guidando l'Acura ARX-05 insieme a Hélio Castroneves. Nella sua prima stagione con la nuova vettura trova la vittoria solo nella gara di Mid-Ohio e chiude settimo in classifica. Nel 2019 non ottiene nessuna vittoria ma ottiene cinque podi tra cui il terzo posto alla 24 Ore di Daytona, questi risultati portano Taylor al terzo posto in classifica.
Nel 2020 Taylor continua in coppia con Hélio Castroneves; dopo un inizio deludente a Daytona e a Sebring ottengono quattro vittorie in cinque gare e si laureano campioni della serie davanti alla Cadillac DPi-V.R guidata da Ryan Briscoe e Renger van der Zande.
Nella stagione 2021 del IMSA rimane legato al marchio Acura ma lascia il team Penske per ritornare al team Wayne Taylor Racing. Nella classe DPi insieme a Filipe Albuquerque, vince la 24 Ore di Daytona e altre due gare arrivando secondo in campionato dietro al duo brasiliano, Luis Felipe Derani e Felipe Nasr.
Nel 2022 continua in coppia con Albuquerque; i due vincono quattro eventi, tra i quali la  6 Ore di Watkins Glen. Ma come l'anno precedente arrivano secondi in classifica dietro al duo Tom Blomqvist e Oliver Jarvis.
Per la stagione 2023 Taylor viene confermato dal team WTR, insieme Albuquerque e Louis Delétraz (nel l'Endurance Cup) porterà in pista la nuova Acura ARX-06.
Nel 2025 correrà con la Cadillac sempre del team WTR. Debutterà nella 24 Ore di Daytona al fianco di Albuquerque, Will Stevens e Brendon Hartley. 

## Risultati

### Campionato IMSA WeatherTech SportsCar
(legenda) (Le gare in grassetto indicano la pole position) (Le gare in corsivo indicano Gpv)
| Anno    | Squadra                                 | Classe | Vettura             | 1      | 2      | 3     | 4     | 5     | 6      | 7     | 8      | 9      | 10    | 11    | Punti | Pos. |
| ------- | --------------------------------------- | ------ | ------------------- | ------ | ------ | ----- | ----- | ----- | ------ | ----- | ------ | ------ | ----- | ----- | ----- | ---- |
| 2014    | Wayne Taylor Racing                     | P      | Dallara Corvette DP | DAY 2  | SEB 7  | LBH 2 | LGA 2 | DET 1 | WGL 5  | MOS 3 | IMS 4  | ELK 10 | COA 7 | PET 1 | 330   | 2°   |
| 2015    | Wayne Taylor Racing                     | P      | Dallara Corvette DP | DAY 16 | SEB 2  | LBH 1 | LGA 2 | DET 6 | WGL 6  | MOS 1 | ELK 8  | COA 2  | PET 4 |       | 292   | 5°   |
| 2016    | Wayne Taylor Racing                     | P      | Dallara Corvette DP | DAY 2  | SEB 12 | LBH 1 | LGA 6 | DET 1 | WGL 4  | MOS 3 | ELK 3  | COA 1  | PET 3 |       | 309   | 3°   |
| 2017    | Wayne Taylor Racing                     | P      | Cadillac DPi-V.R    | DAY 1  | SEB 1  | LBH 1 | COA 1 | DET 1 | WGL 6  | MOS 7 | ELK 2  | LGA 3  | PET 9 |       | 310   | 1°   |
| 2018    | Acura Team Penske                       | P      | Acura ARX-05        | DAY 9  | SEB 15 | LBH 6 | MDO 1 | DET 2 | WGL 12 | MOS 5 | ELK 10 | LGA 10 | PET 5 |       | 243   | 7°   |
| 2019    | Acura Team Penske                       | DPi    | Acura ARX-05        | DAY 3  | SEB 4  | LBH 2 | MDO 5 | DET 3 | WGL 5  | MOS 5 | ELK 7  | LGA 2  | PET 3 |       | 284   | 3°   |
| 2020    | Acura Team Penske                       | DPi    | Acura ARX-05        | DAY 8  | DAY 8  | SEB 7 | ELK 1 | ATL 1 | MDO 1  | PET 2 | LGA 1  | SEB 8  |       |       | 265   | 1°   |
| 2021    | Konica Minolta Acura                    | DPi    | Acura ARX-05        | DAY 1  | SEB 4  | MDO 1 | DET 3 | WGL 3 | WGL 3  | ELK 4 | LGA 1  | LBH 4  | PET 3 |       | 3396  | 2°   |
| 2022    | Konica Minolta Acura                    | DPi    | Acura ARX-05        | DAY 2  | SEB 4  | LBH 6 | LGA 1 | MDO 1 | DET 5  | WGL 1 | MOS 6  | ELK 1  | PET 6 |       | 3346  | 2°   |
| 2023    | Wayne Taylor Racing                     | GTP    | Acura ARX-06        | DAY 2  | SEB 4  | LBH 7 | LGA 4 | WGL 6 | MOS 2  | ROA 3 | IMS 5  | PET 9  |       |       | 2712  | 2°   |
| 2024    | Wayne Taylor Racing con Andretti Global | GTP    | Acura ARX-06        | DAY 9  | SEB 5  | LBH 8 | LGA 6 | DET 1 | WGL 10 | ELK 3 | IMS    | PET    |       |       | 1999* |      |
| Legenda |                                         |        |                     |        |        |       |       |       |        |       |        |        |       |       |       |      |

*Stagione in corso.

### 24 Ore di Le Mans

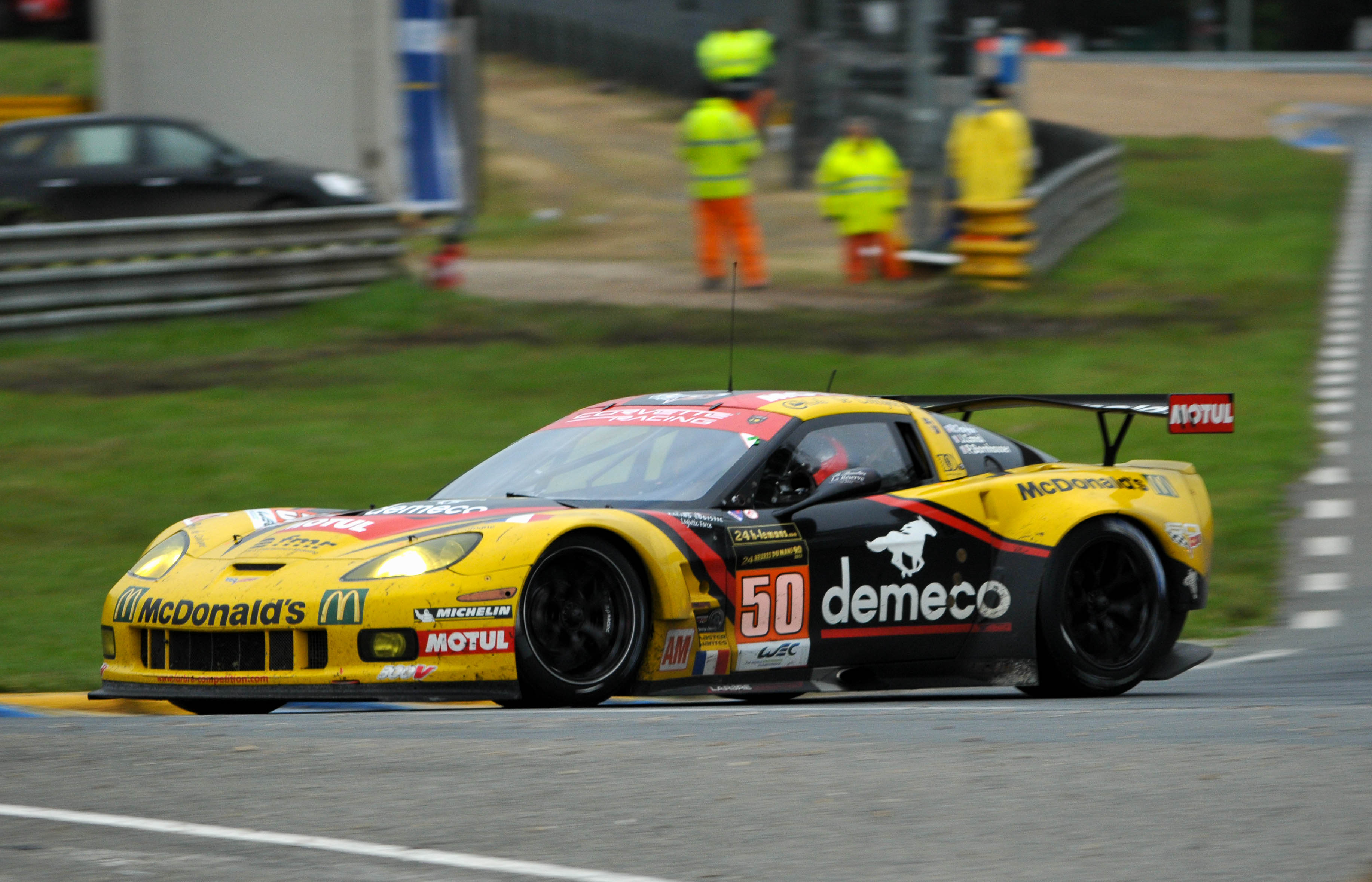
Ricky Taylor con Chevrolet Corvette C6.R durante la 24 Ore di Le Mans 2013

Ricky Taylor con Oreca 07 durante la 24 Ore di Le Mans 2022

| Stagione | Squadra               | Co-piloti                             | Vettura                 | Classe   | Giri | Pos. | Class Pos. |
| -------- | --------------------- | ------------------------------------- | ----------------------- | -------- | ---- | ---- | ---------- |
| 2013     | Larbre Compétition    | Julien Canal Patrick Bornhauser       | Chevrolet Corvette C6.R | GTE Am   | 302  | 29°  | 5°         |
| 2014     | Larbre Compétition    | Pierre Ragues Keiko Ihara             | Morgan LMP2-Judd        | LMP2     | 341  | 14°  | 9°         |
| 2016     | Corvette Racing - GM  | Antonio García Jan Magnussen          | Chevrolet Corvette C7.R | GTE Pro  | 336  | 25°  | 7°         |
| 2017     | Keating Motorsport    | Ben Keating Jeroen Bleekemolen        | Riley Mk. 30-Gibson     | LMP2     | 312  | 47°  | 20°        |
| 2018     | Jackie Chan DC Racing | Côme Ledogar David Heinemeier Hansson | Ligier JS P217-Gibson   | LMP2     | 195  | DNF  | DNF        |
| 2019     | Jackie Chan DC Racing | Jordan King David Heinemeier Hansson  | Oreca 07-Gibson         | LMP2     | 199  | DNF  | DNF        |
| 2021     | High Class Racing     | Dennis Andersen Marco Sørensen        | Oreca 07-Gibson         | LMP2     | 353  | 18°  | 13°        |
| 2022     | Cool Racing           | Niklas Krütten Ye Yifei               | Oreca 07-Gibson         | LMP2     | 367  | 11°  | 7°         |
| 2025     | Cadillac WTR          | Filipe Albuquerque Jordan Taylor      | Cadillac V-Series.R     | Hypercar | 189  | Rit  | Rit        |